# Roge
Roge es una freguesia portuguesa del concelho de Vale de Cambra, con 16,52 km² de superficie y 1.901 habitantes (2001). Su densidad de población es de 115,1 hab/km².